# Камілло Гаргано
Камілло Гаргано (італ. Camillo Gargano, 30 січня 1942 — 22 липня 1999) — італійський яхтсмен.
Бронзовий призер Олімпійських Ігор 1968 року в класі Зоряний.